# 畑中ふう・大桃美代子のてふてふ
畑中ふう・大桃美代子のてふてふ（はたなかふうおおももみよこのてふてふ）とは、2011年4月8日から2013年3月29日まで、毎週金曜日の16:00 - 17:53に毎日放送（MBSラジオ）で放送されていた生ワイド番組。それまで月 - 金曜日に放送されていた『ノムラでノムラだ♪ EXトラ!』の放送日を月 - 木曜日を短縮したうえで、金曜日の放送枠をそのまま引き継いだ。

## 放送概要
パーソナリティには、関西地方を中心にナレーターとして活躍している畑中と、MBSラジオで2010年3月まで『子守康範 朝からてんコモリ!』金曜日のアシスタントを務めていた大桃を起用。放送開始直前の2011年3月11日に東日本大震災が発生したことを受けて、「『休日を楽しく過ごすための番組』から『東北と関西の架け橋になれるような番組』へ」というテーマを掲げていた。
番組タイトルの「てふてふ」は、「ちょうちょう（蝶々）」の旧仮名遣い表記。当番組では、リスナーに対する「穏やかに幸せになっていただきたい」との思いを込めて、そのまま「てふてふ」と読んでいる。
放送中には、リスナーからTwitter経由で寄せられたつぶやきを積極的に採用。プロ野球のシーズン中には、エンディング付近の時間帯（17:45 - 17:53）に、『MBSタイガースライブ』の前座コーナーとして「週刊!虎ふう爽（こふうそう）」を放送していた。
テーマ曲は井筒昭雄「風とハーモニー」。

## その他の出演者
「週刊!虎ふう爽」には、毎日放送の野球解説者・スポーツアナウンサーや、同局スポーツ部・阪神タイガース担当の高木康記者が週替わりで登場していた。

### ニュースキャスター
- 柏木宏之（毎日放送アナウンサー）

### 月替わりレギュラー
- 前塚あつし
- 林健(ギャロップ)
- チキチキジョニー

## コーナー
- つぶやいてやる!
  - リスナーが週末を気楽に迎えられるように、日頃から心につかえていることを、畑中・大桃がラジオを通じてつぶやく投稿企画。Twitterにとどまらず、電子メールでも投稿を受け付けた。ちなみに、番組開始から3ヶ月間は、「今週のつぶやき」というタイトルで放送していた。
  - エンディングでは、紹介したメッセージの中から、「週間つぶやき大賞」と「大桃賞」を1通ずつ選んでいた。
- 大桃美代子の美味しいニッポン『週刊ももメシ』
  - タレント活動と並行しながら、米どころの新潟県で米作による半農生活に勤しんでいる大桃が、ごはんの美味（おい）しい食べ方を紹介していた。
- クイズ!ひい、ふう、みい!
  - リスナーが電話を通じて放送中に参加できるクイズコーナー。関西人でも知っているようで知らないことを、三者択一式のクイズとして出題。正解したリスナーには、番組からすき焼き用の松阪牛肉を進呈した。
- 週刊!虎ふう爽
  - 『ノムラでノムラだ♪ EXトラ!』の「ノムラでノムラだ♪ EXトラモード」（2011年）→「ノムラでwithタイガース」（2012年）に相当するコーナー。タイトルの「虎ふう爽」には、畑中の芸名に「虎風荘」（阪神鳴尾浜球場に隣接するタイガースの合宿所）を掛けている。
  - 当番組の後枠で『MBSタイガースライブ』としてタイガースのナイトゲームを中継する場合には、スタジオの畑中と中継先のアナウンサー・解説者とのやり取りを通じて、中継試合および週末の試合の見どころを紹介。放送週のタイガースの戦い振りや話題について、畑中が解説者に疑問をぶつけることも多かった。
  - ナイトゲームを中継しない場合には、解説者・スポーツアナウンサー・高木記者が週替わりでスタジオ（または電話）出演。とっておきのタイガース情報を紹介する。ナイターオフ期間には後枠の番組（2011年度『MBSとらぐみタイガースライブ!』→2012年度『with…夜はラジオと決めてます』）でタイガースの最新情報を詳しく伝えたため、「てふてふハッピーアワー」というタイトルで、（タイガースとは無関係の）リスナーからのメッセージ紹介に差し替えていた。
- てふてふ気分
  - 　ゲストを招いてのスタジオトークや、月替わりレギュラーが進行するコーナーで構成。
    - 女のうっぷん発散!（チキチキジョニー出演週のみ）
    - 前塚のかんだら終了（前塚出演週のみ。コーナー制定からしばらくはタイトルもなく構成も定着していなかった。）

以下はいずれも、『ノムラでノムラだ♪ EXトラ!』との共通コーナー。
- MBSニュース（16時台後半のストレートニュース）
- ネットワークTODAY〜今日のニュースのまとめ〜
  - 本編をMBSラジオで制作するJRNの企画ネット番組として、17時台の前半に内包。ただし、パーソナリティやアシスタントがニュースにコメントをはさむ『ノムラでノムラだ♪ EXトラ!』とは異なり、畑中と柏木による直接のやり取りはなかった。
- はぴねすくらぶラジオショッピング（16時台後半）
- 地震防災メモ・気象一口メモ
  - 毎日放送のアナウンサーが日替わりで担当する事前収録の箱番組として、17:43 - 17:45に内包。

## その他
- 2011年4月24日にTBSラジオで放送された『爆笑問題の日曜サンデー』の「第4回全日本ラジオ新番組選手権2011」に当番組がエントリーされ、リスナー投票では13番組中6位を獲得した。
- 山本浩之（当番組の放送期間中は関西テレビアナウンサー）は、放送時間が当番組の後半と重なる同局のローカルワイドニュース『FNNスーパーニュースアンカー』のアンカーマンでありながら、スペシャルゲストとして過去に3回「てふてふ気分」へ登場。オープニングから同番組の本番直前（16:30頃）まで、当番組の生放送に出演していた。